# Cerkiew Podwyższenia Krzyża Pańskiego w Łucku

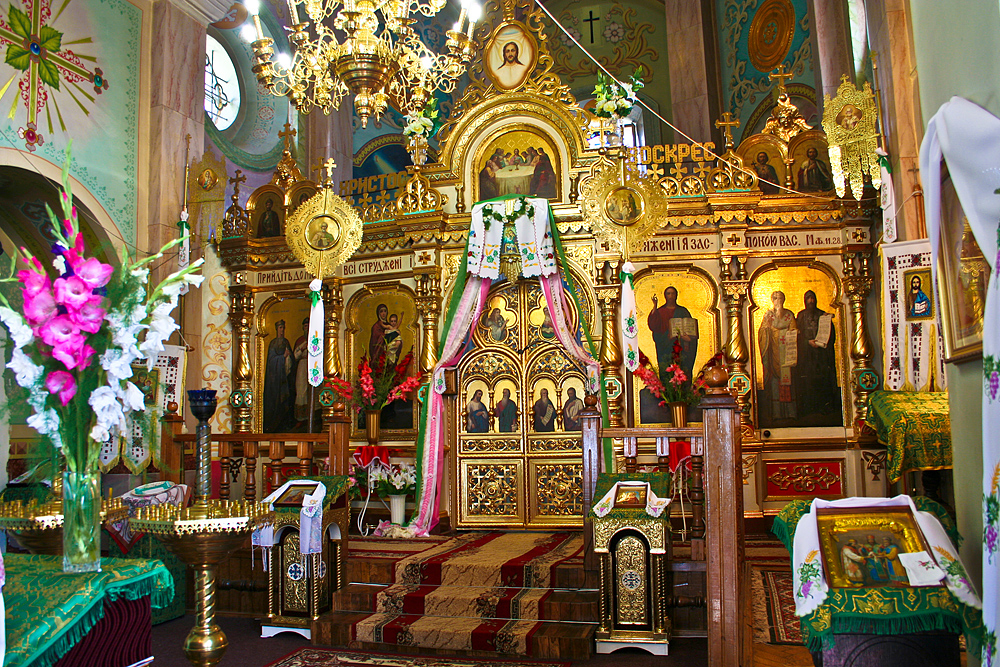
Wnętrze (2010)

Zespół Architektoniczny Łuckiego Bractwa Krzyża Pańskiego – cerkiew pod wezwaniem Podwyższenia Krzyża Pańskiego oraz pomieszczenia klasztorne w Łucku. Zabudowania są usytuowane na zbiegu dwóch placów: Bratskiego Mostu i Rynku.
Bracki kompleks był zbudowany w latach 1630–1640. Długi czas pełnił rolę centrum politycznego dla prawosławnych na Wołyniu, jednak wskutek pewnych okoliczności na przełomie XVII–XVIII w. działalność bractwa podupadła, a w związku z tym w ruinę popadły też zabudowania cerkiewne. W XVIII w. poważnie ucierpiały w wyniku pożarów, w XIX w. cerkiew została zniszczona.
Klasztor zachował pierwotny charakter, chociaż na skutek renowacji po pożarze wprowadzono pewne zmiany. We współczesnej cerkwi zachowała się jedynie część ołtarzowa z oryginalnej świątyni, z czasów radzieckich pozostała prostokątna nadbudowa. Dziś część klasztoru służy jako budynek mieszkalny, cerkiew została poddana renowacji i jest wykorzystana przez Wołyńskie Bractwo Krajowe św. Andrzeja – spadkobiercę Łuckiego Bractwa Krzyża Pańskiego.

## Historia
W XVI wieku w północnej części wyspy Łucka obok mostu Hłuszyckiego mieścił się «ruski szpital» z cerkwią Świętego Łazarza oraz cmentarz. W 1619 r. zabudowa ta została spalona. 20 lutego 1619 r. król Zygmunt III Waza nadał przywilej, zgodnie z którym pozwolono w miejscu «ruskiego szpitala» wybudować nowy, a także wybudować cerkiew ze szkołą. W tym samym roku, 9 kwietnia w szpitalu odbyło się zebranie prawosławnych mieszczan Łucka, którym oddano w użytkowanie wieczyste pomieszczenia szpitalne.

### Budownictwo

#### Pierwsze budowle

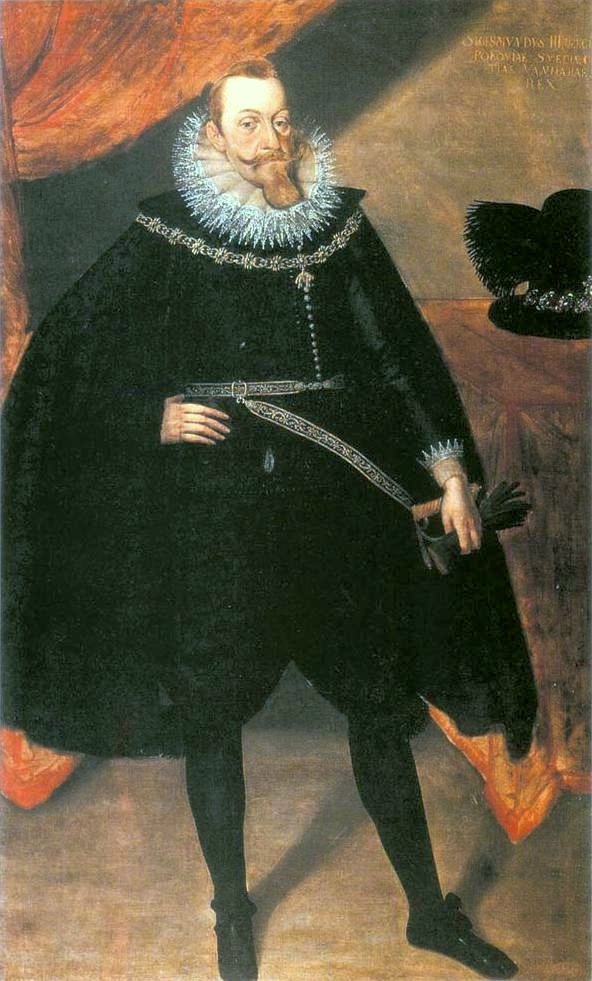
Zygmunt III Waza

Pod koniec 1619 r. pod kuratelą braci znajdował się dawny «ruski szpital», uzgodniono projekty nowych budowli. Mimo przeszkód w 1620 r. zaczęto budowę drewnianej cerkwi i szkoły. Budynki zostały wzniesione w tym samym roku. W związku z posiadaniem pewnych środków oraz z perspektywami uzyskania dodatkowych źródeł finansowania, bracia Krzyża Pańskiego nie spoczęli na laurach. Z uwagi na bliskie sąsiedztwo prywatnych budynków mieszczan, początkowo nie było możliwości wybudowania szkoły i cerkwi, w taki sposób, by wszystkie budynki znalazły się obok siebie. Częściowo budowle brackie zostały usytuowane na prywatnej ziemi Aleksandra Zubcewskiego.

#### Kontynuacja budowy: murowany cerkiew i klasztor
Zgodnie z jego ostatnią wolą ziemia i majątek zostały przekazane bractwu, co to tylko częściowo polepszyło sytuację gospodarowania gruntami. Do Bractwa należały rozczłonkowane działki, skupione wokół tak zwanego Kandybowskiego gruntu. W latach dwudziestych XVII w. Jurij Puzyna wykupił tę działkę i przekazał bractwu. Dzięki temu organizacja religijno-oświatowa weszła w posiadanie znacznej, stanowiącej jedną całość, nieruchomości. Na początku 1630 r. na gruncie Kandybowskim rozpoczęto budowę nowej cerkwi z cegły. Fundatorami świątyni były osoby prywatne, członkowie bractwa, mieszczanie, przedstawiciele kleru oraz całe rody wołyńskiej szlachty: Hulewiczowie, Puzynowie, Siemaszkowie, Czetwertyńscy.

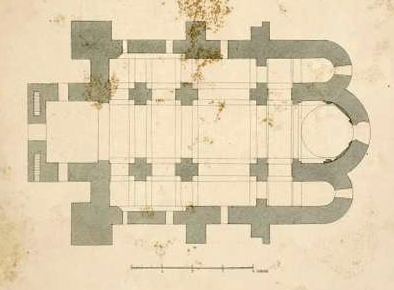
Plan

Liczne potrzeby szkoły, drukarni, szpitala, klasztoru sprawiły, że Łuckie bractwo znalazło się w trudnej sytuacji, wynikła konieczność rozbudowy. W 1645 r., dzięki staraniom członka bractwa Aleksandra Mozelli król Władysław IV Waza wydał przywilej zezwalający na budowę murowanego szpitala. Sam Mozelli przeznaczył 41 000 złotych na budowę, którą rozpoczęto rok później. W 1647 r. wybudowano jednopiętrową kondygnację, gdzie umieszczono szpital, szkołę, cele klasztorne, bibliotekę i drukarnię.

### XVIII–XX wiek
Od 1713 r. bractwo Łuckie zaczęło podupadać. Klasztor został przejęty przez zakon bazylianów. W 1761 r. w wyniku pożaru klasztor został poważnie uszkodzony, a potem poddany renowacji aż do 1774 r. W ówczesnym czasie w ołtarzu cerkwi zrobiono nowe wejście. W 1795 r. cerkiew z klasztorem wróciła pod kuratelę prawosławnych, uzyskała status katedry.

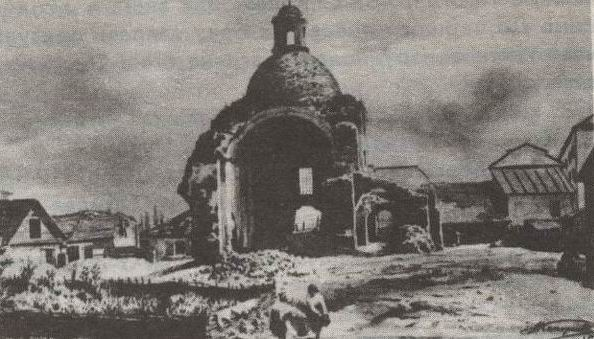
Ruiny. Jan Konopacki, 1879

W XIX w., z powodu braku gospodarzy, cerkiew była niemal doszczętnie zniszczona. Pozostała tylko część ołtarza. Ruiny wykupili Żydzi z zamiarem ich rozbiórki, jednak władze carskie anulowały transakcję i przekazały obiekt prawosławnemu Bractwu Podwyższenia Pańskiego. W 1888 r. z pozostałości cerkwi wybudowano kaplicę. Po pewnym czasie bractwo otrzymało 3000 karbowańców od cara Aleksandra III, który 27 sierpnia 1890 r. odwiedził cerkiew oraz 2000 karbowańców od członka bractwa M. Tereszczenki. Do kaplicy została dobudowana kruchta, odnowiono ikonostas, ufundowano dzwony. W 1890 r. cerkiew ponownie stała się świątynią.
Na początku lat 90. XX w. obiekt był przedmiotem konfliktu między wiernymi niekanonicznych Ukraińskiego Kościoła Prawosławnego Patriarchatu Kijowskiego (który ostatecznie ją przejął) oraz Ukraińskiego Autokefalicznego Kościoła Prawosławnego. Od 2018 r. cerkiew należy do Kościoła Prawosławnego Ukrainy.

## Architektura
W architekturze cerkiewnej wyróżnia się dwie tendencje – trójdzielna, charakterystyczna dla sakralnego ukraińskiego budownictwa drewnianego oraz budowa trójnawowa, typowa dla architektury bizantyjskiej. Dziewiętnastowieczny ikonostas wykonany ze złoconego drewna dębowego liczy 16 ikon. Przestrzeń między ikonami rozdziela sześć rzeźbionych pozłacanych kolumn o skomplikowanej formie. W drugim rzędzie ikonostasu znajdują się dwie boczne grupy ikon, nad nimi umieszczono rzeźby aniołów z krzyżami, napis «Chrystos Woskres – Chrystus Zmartwychwstał» oraz ikona środkowa, powyżej której umieszczono wizerunek Jezusa Chrystusa.

## Galeria

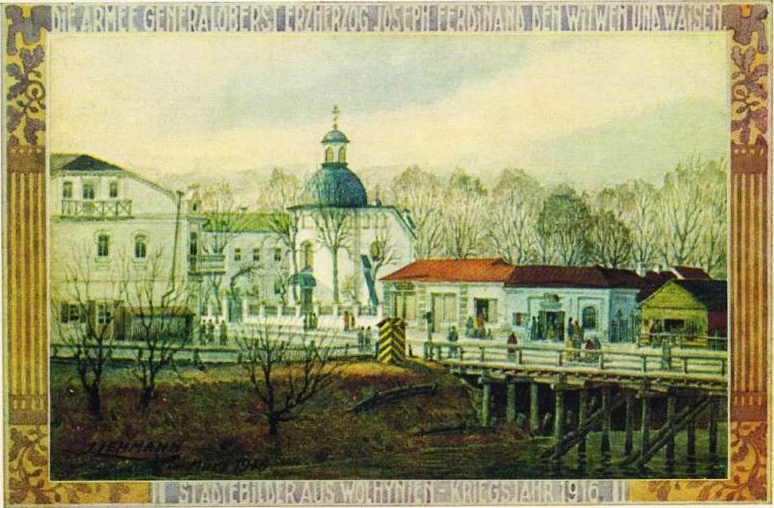
Y. Lehmann 1916
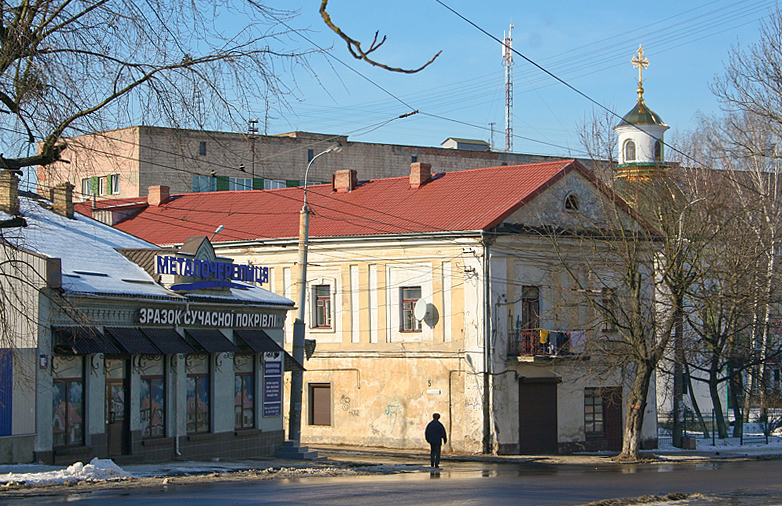
Widok na kompleks
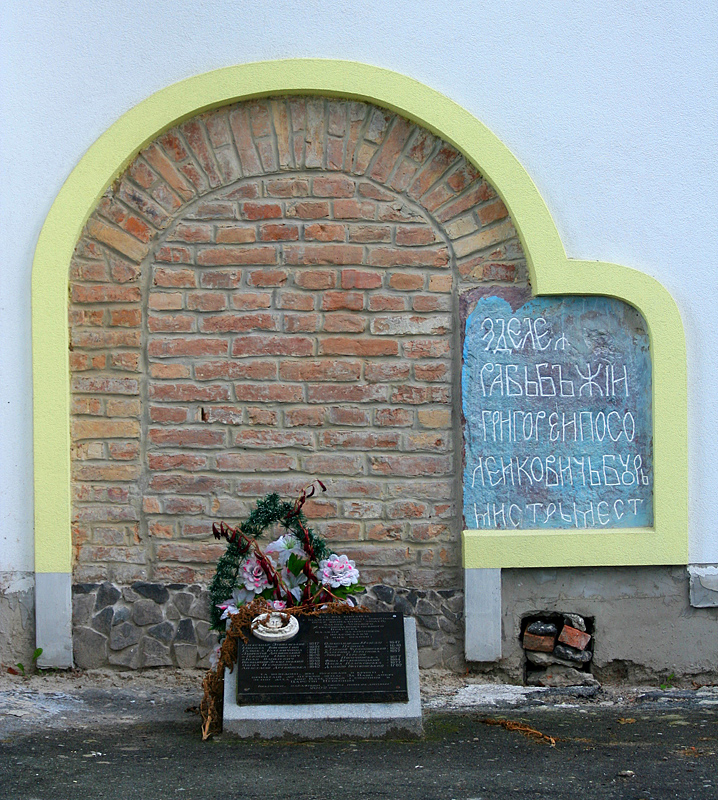
Fragment ścianu
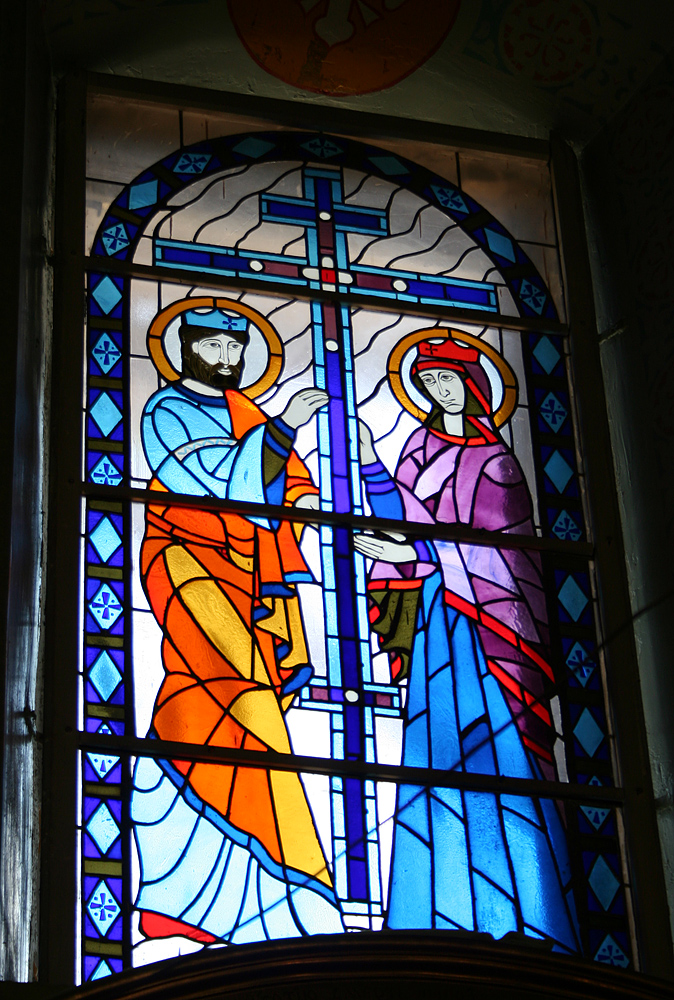
Witraż